# Șoimul rândunelelor

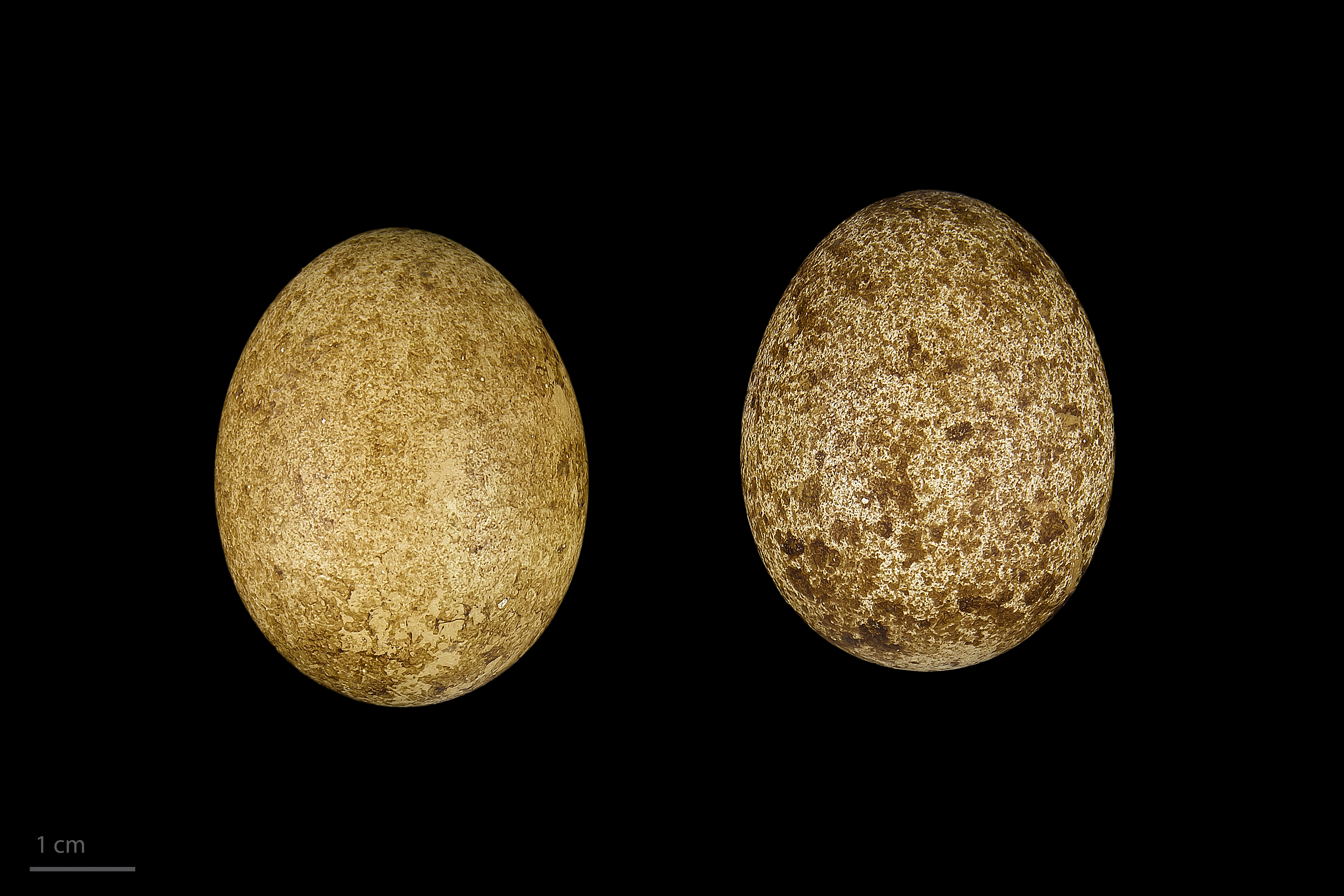
Falco subbuteo - MHNT

Șoimul rândunelelor (Falco subbuteo) este cel mai mic șoim din România, el are mărimea unui porumbel. Hrana lui constă în lilieci, insecte mari, rozătoare, păsări mici. Asemănător vânturelului de seară preferă să vâneze în zbor. Zboară la înălțime, astfel fiind confundat cu o drepnea. Asemănător tuturor speciilor din familia Falconidae nu-și construiește cuib, ci ocupă cuiburile altor păsări. Este o specie monogamă.